# جزر الماريانا

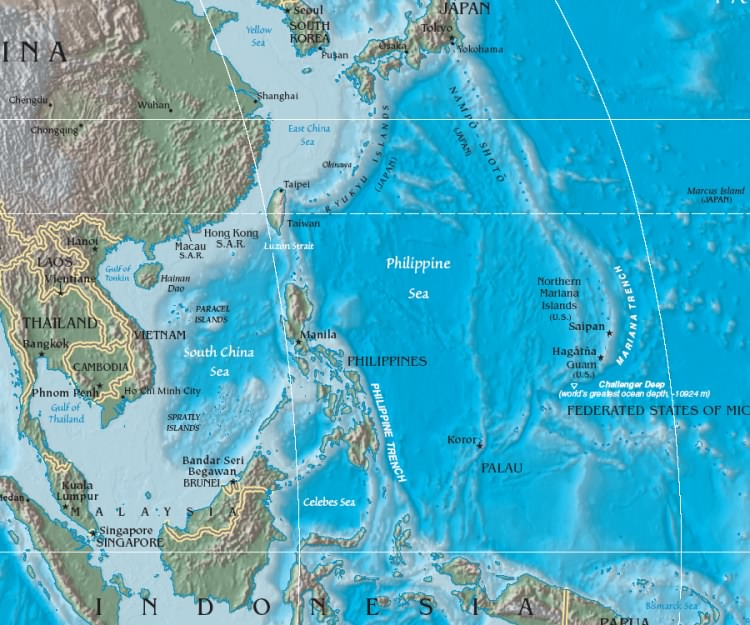

جزر الماريانا (Mariana Islands)، أو حديثا وأحيانا يطلق عليها أيضا اسم جزر لادرونز (Ladrones Islands) وهو اسم أسباني بمعنى (جزر اللصوص).
وهي تختلف بالمسمى عن جزر ماريانا الشمالية لكنها تشملها، انظر دولة جزر ماريانا الشمالية ، سميت هذه الجزر على أسم الملكة ماريانا ملكة إسبانيا القرينة الذين استعمروا هذه الجزر في القرن 16.

## جغرافيتها
تتكوَّن جزر ماريانا من 15 قمة جبل بركاني بالمحيط الهادئ وهي الجزء الجنوبي من امتداد جبل مغمور بالماء يمتد إلى مسافة 2,519 كم من غوام إلى اليابان تقريباً. وتكوِّن جزر ماريانا في معظمها الجزر الشَّرقية من مجموعة كبيرة من الجزر التي تُسمَّى ميكرونيسيا
وتعني الجزر الصغيرة، وتبلغ مساحة أراضي جزر الماريانا 1,026 كم، ويبلغ عدد سكانها 176,500 نسمة. ويعيش حوالي 133,000 فرد في غوام، وحوالي 39,000 فرد بسايبان. ويعيش باقي السُّكان على جزر أخرى.

## سياسيا
وتتبع جزر ماريانا فيما عدا غوام ـ وهي من دول الكومنولث ـ للولايات المتَّحدة، وأغلب المقيمين في الجزر من مواطني الولايات المتَّحدة. وسايـبان هي عاصمة الكومنولث.

## جزر ماريانا الشمالية
والجزر العشر الشَّمالية لماريانا وعرة، وفي بعضها براكين تثور بشكل دوري. وتعتبر باجان وأجريان وأناتاهان أكبر هذه الجزر. ويبين الحجر الجيري، أو الصَّور التي تصطف على المنحدرات البركانية في جزر ماريانا الجنوبية الخمس أنها أقدم من المجموعة الشَّمالية. وهناك جزر أخرى مهمة وهي روتا وسايبان وتينيان.
في جزر غوام مركز حراسة يُطلُّ على خليج أوماتاك، بناه الأسبانيون عندما حكموا جزر ماريانا من منتصف القرن السابع عشر حتى أواخر القرن التاسع عشر الميلادي.

## الصناعات
وتُعدُّ السياحة الصناعة الرئيسية بغوام وسايبان هذا بالإضافة إلى أن الخدمة العسكرية بالولايات المتَّحدة تستوعب العديد من شعب غوام.